# Rifugio Antonio Stoppani
Il rifugio Antonio Stoppani, posto a 890 m s.l.m., è un rifugio alpino situato presso la località baite di Costa, alle pendici del monte Resegone, nelle Prealpi Orobie.
Il rifugio Stoppani venne eretto nel 1895 quale stazione intermedia nella salita verso la cima del Resegone e intitolata all'abate geologo lecchese Antonio Stoppani. Durante la seconda guerra mondiale, nel 1943, venne distrutta per poi venir ricostruita nel 1948. La costruzione era su un unico piano con ristorante, cucina e camera con letti a castello.
Nel corso del tempo l'edificio venne via via rimodernato e migliorato: nel 1978, con il contributo di banche, enti e ditte lecchesi, assume l'attuale aspetto. Si presenta come una costruzione in muratura a due piani: cucina e ristorante con 60 posti a sedere al piano terra; al primo piano camere da letto per 22 posti disponibili per il pernottamento e una sala riunioni.
Nei pressi del rifugio si trova la falesia denominata Parete Stoppani, con vie di arrampicata sul versante sud-est del Pizzo d'Erna.

## Accessi
Il rifugio Stoppani può essere raggiunto da questi itinerari:
- sentiero n. 1: Malnago - rifugio Stoppani
- sentiero n. 3: Acquate - Falghera - Costa e raccordo con il sentiero n. 1
- sentiero n. 4: Germanedo - Bellavista, raccordo con il sentiero n. 3 e di seguito con il sentiero n. 1
- sentiero n. 28: Maggianico - Neguccio - Campo de' Buoi - Stoppani
- sentiero n. 26: Germanedo - Rovinata - Campo de' Buoi - Stoppani
- sentiero n. 22: dalla ferrata Gamma 1 al Pizzo d'Erna, possibile uscita dopo il primo tratto più esposto